# جامرچ بالا

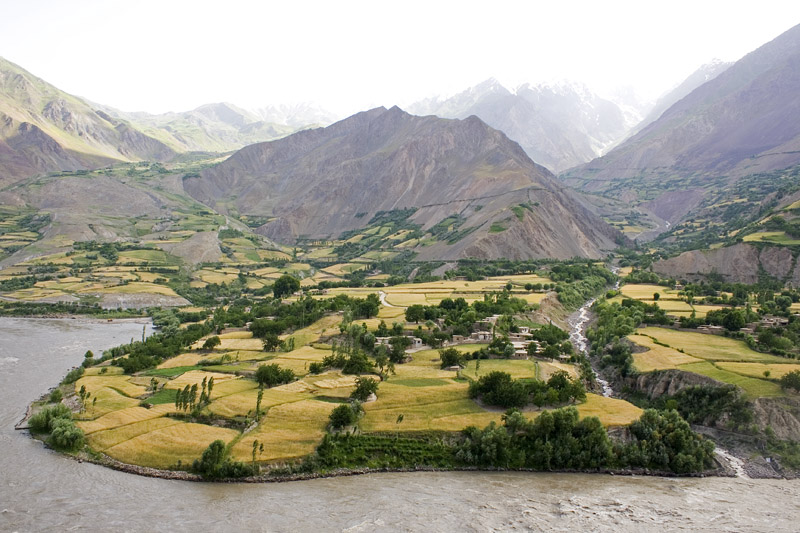
نمایی از جامرج بالا، ولسوالی مایمی، (درواز) ولایت بدخشان

جامرج بالا یا (جامرج اولیا) مرکز ولسوالی مایمی در شمال‌شرقی کشور افغانستان است که در ولایت بدخشان قرار دارد. جمعیت این شهرک ۸۰٬۸۶۸ نفر است.